# Chrysomela lapponica
Chrysomela lapponica es un coleóptero de la familia Chrysomelidae. Fue descrita científicamente en 1758 por Linnaeus.